# Не женися на багатій…
«Не женися на багатій…» — вірш Тараса Шевченка, написаний 4 жовтня 1845 року в Миргороді.

## Написання
Збереглося кілька джерел тексту вірша: текст, записаний Шевченком 1846 року до зошита О. С. Афанасьєва-Чужбинського (не зберігся) й опублікований останнім у спогадах про поета в журналі «Русское слово» (1861, том 5, стор. 25); чистовий автограф вірша у рукописній збірці «Три літа». Автограф датовано: «4 октября 1845. Миргород». Вірш датується за автографом: 4 жовтня 1845 року, місце написання — Миргород.
Під час перебування у Чернігові в березні 1846 року Шевченко записав вірш «Не женися на багатій…» у зошит О. С. Афанасьєва-Чужбинського, який писав у спогадах: "У меня в тетради осталась песня, написанная его рукой. Она напечатана в 3-м номере «Основы», но уже по другой редакции. Вот как вылилась она у Шевченко:
Не женися на багатій,
Бо вижене з хати,
Не женися й на убогій,
Бо не будеш спати.
Оженись на вольній волі,
На козацькій долі —
Яка буде, така й буде —
Чи гола, то й гола.
Та ніхто не докучає
І не розважає,
Чого болить і де болить,
Ніхто не спитає...
Удвох, кажуть, і плакати,
Мов легше неначе, —
Не потурай! легше плакать,
Як ніхто не бачить».
(Русское слово, 1861, № 5, стор. 25)»
У квітні — червні 1846 року, перебуваючи в Києві, Шевченко переписав вірш з невідомого автографа до рукописної збірки «Три літа».

## Публікація
Вірш надруковано після повернення поета із заслання в журналі «Основа» (1861, № 3, стор. 2) з кількома відмінами від тексту збірки «Три літа» — в рядках: 9 «Та ніхто не розважає», 10 «Ніхто не питає», 12 «Сама про теє знаєш», 15 «Брешуть люди, — легше плакать». Подальші публікації давалися переважно за «Основою». Вперше текст твору за автографом «Три літа» подав В. М. Доманицький у «Кобзарі» (СПб., 1907). До виявлення 1906 року автографа у збірці «Три літа» вірш датували березнем 1845 року.
Всі відомі списки постали з першодруку.
Вперше вірш введено до збірки творів у виданні: «Кобзарь Тараса Шевченка / Коштом Д. Е. Кожанчикова» (СПб., 1867, стор. 226 (подано за першодруком)), і того ж року у виданні: «Поезії Тараса Шевченка» (Львів, 1867, том 1, стор. 239).

## Сюжет
Сюжет вірша «Не женися на багатій…», на відміну від сюжета попереднього вірша «Не завидуй багатому…», ґрунтується не на одному, а на двох мотивах: мотив марної суєтності доповнений народнопісенним мотивом козацької вольності як альтернативи родинному життю (останній мотив Шевченком розробляється в поезіях періоду заслання «Не хочу я женитися…», «Нащо мені женитися?..»).